# Solentská úžina

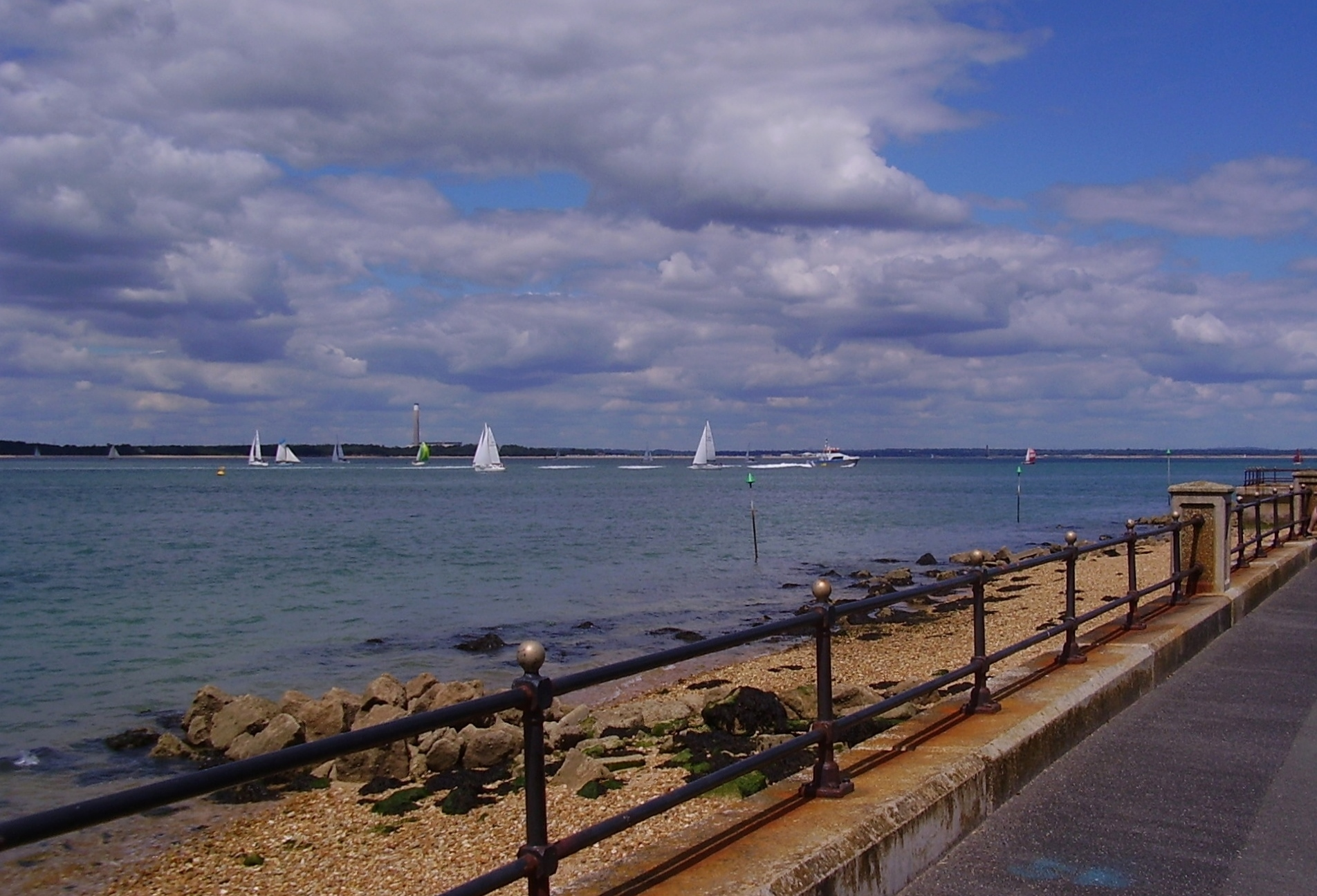
Solentská úžina od vesnice Gurnard na ostrově Wight

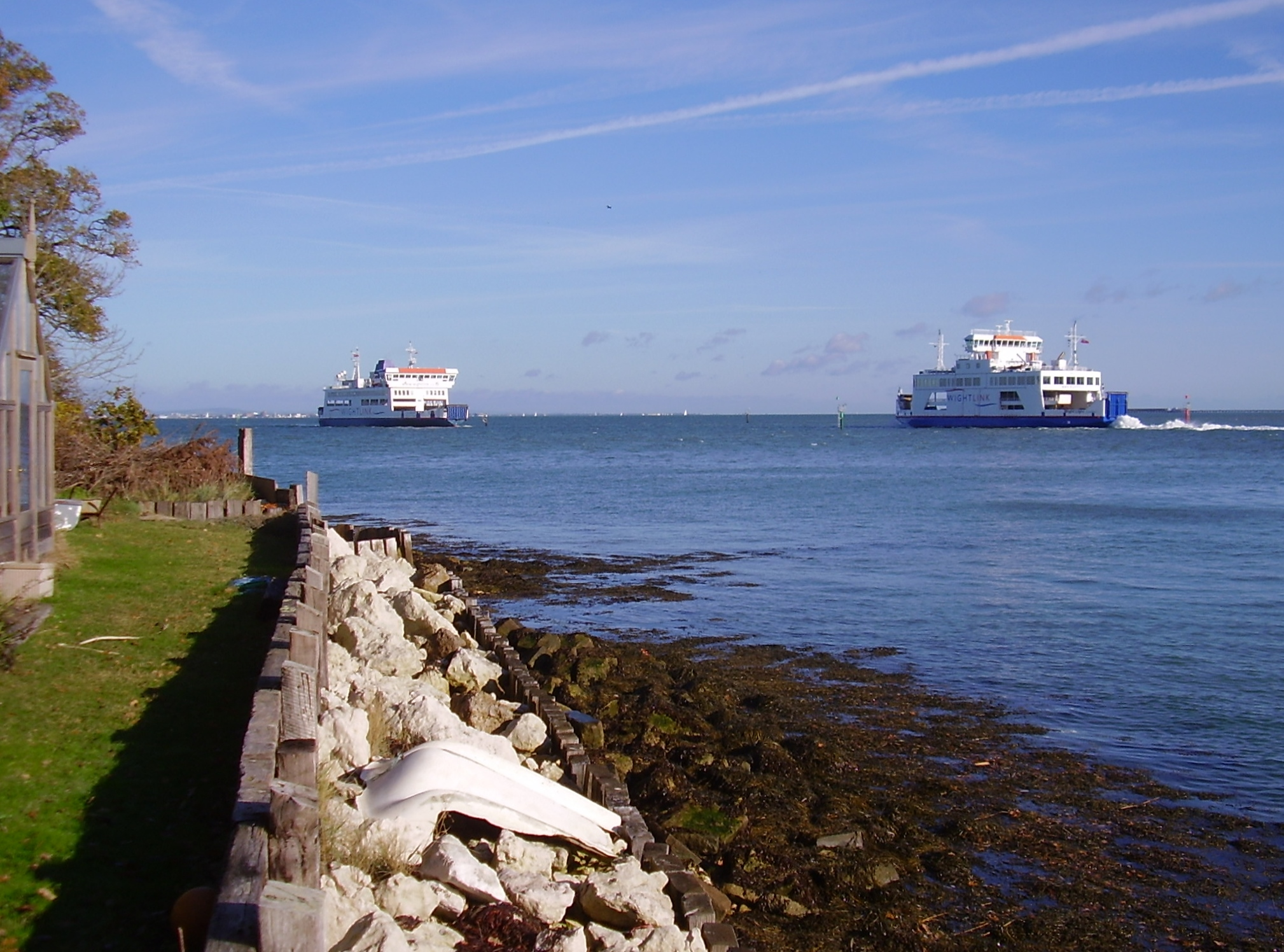
Solentská úžina od městečka Wootton na ostrově Wight s trajektem plujícím mezi Fishbournem a Portsmouthem

Solentská úžina (anglicky The Solent) je průliv, který odděluje ostrov Wight od vlastní Velké Británie. Je asi 33 km dlouhá a její šířka je různá, od 4 do 8 km, ačkoli v místě štěrkové Hurstské kosy (Hurst Spit), která vybíhá téměř 2,5 km do úžiny, je široká jen kolem 1,6 km.
Úžinou vedou hlavní trasy lodí pro osobní dopravu i obchodních a vojenských plavidel, neboť v jejích vodách se nachází přístav Portsmouth. Je to však také významná rekreační oblast pro provozování vodních sportů, zejména jachtingu. Každoročně se zde v srpnu koná tradiční jachtařská regata Cowes Week. Úžina je chráněná ostrovem Wight a má komplikované přílivové vzorce. Díky takzvanému dvojnásobnému přílivu, který prodlužuje čas, během něhož mohou připlouvat lodě s hlubokým ponorem, se mohl ze Southamptonu stát úspěšný přístav. Rejda Spithead poblíž města Gosportu je místo, kde se konají přehlídky Britského královského námořnictva před panovníkem.
Celá oblast úžiny je po ekologické a krajinně ekologické stránce velmi významná vzhledem ke zdejším pobřežním a estuárním biotopům. Značná část jejího pobřeží má status evropsky významné lokality. Sousedí anebo je součástí řady významných chráněných zón včetně národního parku New Forest a chráněného území AONB Isle of Wight.